# デリカレ
『デリカレ』【Deli:Kare】は、松苗あけみによる日本の漫画作品。
奇数月発行の隔月刊誌『シルキー』（白泉社）にて、2007年10月号から2008年6月号まで連載されていた。
負け犬OLが3人のダメ男と出会い、成り行きで、理想の男（カレシ）を配達（デリバリー）する出張ホストビジネスを始める物語。

## 登場人物
田丸 雪江（たまる ゆきえ）
「バブル時代はモテモテだった」と後輩OL達に漏らす日々を送ってきた。
麦人（むぎと）
元々ホストをしていたが、出張ホストとして独立。雪江の後輩が誕生日にプレゼントし、知り合った。
敷島 仁（しきしま ひとし）
雪江の大学時代の先輩。外務省勤めのエリートだった。ただ仕事をこなしただけなのに、女が原因で仕事も金も住むところも失ってしまい、女性恐怖症に。5年前に一度だけ雪江と関係を持ったことがある。
北王子 銀也（きたおうじ ぎんや）
引きこもりだったが、たった一人の身内だった祖母が亡くなり、出て来ざるを得なかった。ゴミ屋敷だった祖母の一軒家を掃除し、3人の家になり、更に雪江が転がり込む。
九堂 頼也（くどう らいや）
出張ホスト界のカリスマ。麦人と一時期同じ店に勤めていた。麦人の憧れの存在。